# Alune jezik
Alune jezik (patasiwa alfoeren, sapalewa; ISO 639-3: alp), jedan od dva ulat inai jezika, šire skupine amalumute, kojim govori 17 200 ljudi (2000) u središnjim Molucima na zapadu otoka Ceram u pet sela u distriktu Seram Barat i 22 sela u distriktima Kairatu i Taniwel, Indonezija.
Postoje brojni dijalekti: kairatu, centralni zapadni alune (niniari-piru-riring-lumoli), južni alune (rambatu-manussa-rumberu), sjeverni obalni alune (nikulkan-murnaten-wakolo), centralni istočni alune (buriah-weth-laturake). Dijalekt mu jer možda i jezik kawe [kgb]

## Vanjske poveznice
- Ethnologue (14th)
- Ethnologue (15th)